# Antonia Gentry
Antonia Bonea Gentry, née le 25 septembre 1997 à Atlanta (Géorgie), est une actrice américaine. Elle se fait connaître grâce à son rôle de Virginia « Ginny » Miller dans la série télévisée Ginny & Georgia sur Netflix.

## Biographie
Antonia Gentry est née le 25 septembre 1997 à Atlanta (Géorgie), d'une mère originaire de la Jamaïque et d'un père euro-américain.
Dès l'âge de cinq ans, elle voulait devenir actrice. Sa première expérience théâtrale a été de jouer dans des pièces écrites par sa mère, au théâtre communautaire.
Elle a étudié le théâtre à la John S. Davidson Fine Arts Magnet School à Augusta, en Géorgie. Elle a également fréquenté l'Université Emory, où elle a étudié le théâtre. À Emory, elle était membre de la troupe d'improvisation comique de l'université, Rathskellar Comedy Improv Group. Avant d'obtenir son diplôme en 2019, elle a équilibré des rôles d'actrice avec ses études à temps plein à l'université en plus d'avoir un emploi à temps partiel.

### Carrière
Le 13 août 2019, elle décroche le rôle principal de la série télévisée Ginny & Georgia aux côtés de Brianne Howey. La première saison sort sur Netflix le 24 février 2021 et est très bien reçue par la critique. Le 19 avril 2021, Netflix a annoncé que 52 millions d'abonnés ont regardé la première saison de la série pendant les 28 premiers jours après sa sortie. La saison 3 de la série est sortie le 5 juin 2025. 

## Filmographie

### Cinéma

#### Longs métrages
- 2015 : Driver's Ed : Tales from the Street de Barbara Zagrodnik : Sara
- 2018 : Candy Jar de Ben Shelton : Jasmine
- 2024 : Prom Dates de Kim O. Nguyen : Jess
- 2024 : Time Cut de Hannah Macpherson : Summer Field

#### Courts métrages
- 2014 : PSA Dont Text and Drive Pay Attention de Justin Wheelon : Une conductrice adolescente
- 2015 : Lone Wolf Mason de Logan McElroy : Madison

### Télévision

#### Séries télévisées
- 2019 : Comment élever un super-héros (Raising Dion) : Wendy
- Depuis 2021 : Ginny & Georgia : Virginia « Ginny » Miller